# 紙箱堆碼試驗
紙箱堆碼試驗，又稱紙箱抗壓試驗，是屬於紙箱包裝件或包裝容器力學性能試驗範疇，也是美国安全运输协会ASTA系列测试项目之一，主要以試驗檢測紙箱在倉庫貨存時的堆碼值之承受能力為目的，以瞭解及減少紙箱包裝件或包裝容器在存儲時的損失為最終結果。

## 另見
- 瓦通紙